# Thyreoperoxidase-Antikörper
Thyreoperoxidase-Antikörper (TPO-AK, auch Mikrosomale Antikörper, MAK) sind gegen die Thyreoperoxidase gerichtete Antikörper, deren Serumspiegel bei verschiedenen Autoimmunthyreopathien erhöht sein kann.
Die Thyreoperoxidase spielt eine wichtige Rolle in der Synthese der Schilddrüsenhormone. Das Enzym ist in der apikalen Zellmembran der Schilddrüsenzelle gelegen, das heißt auf der Seite der Zelle, die dem Schilddrüsenfollikel zugewandt ist. Die bei Autoimmunthyreopathien nachweisbaren Antikörper sind gegen den extrazellulären Anteil der Thyreoperoxidase gerichtet. Es ist nicht geklärt, wie die Thyreoperoxidase die apikale Zellseite beziehungsweise den Inhalt des Schilddrüsenfollikels verlässt und somit für das Immunsystem erreichbar wird.

## Nachweis
Thyreoperoxidase-Antikörper lassen sich mit verschiedenen quantitativen Immunassay-Verfahren nachweisen, zu denen beispielsweise Radioimmunassays (RIA und IRMA) und ELISA-Methoden zählen. Als Antigen dient in diesen Tests rekombinante Thyreoperoxidase. Das Messergebnis wird in internationalen Einheiten pro Liter (IU/l) angegeben. Trotz üblicher Referenzierung mit einem Standard des Medical Research Council sind die Messergebnisse verschiedener Labore nur bedingt miteinander vergleichbar.

## Vorkommen
Thyreoperoxidase-Antikörper sind bei über 90 Prozent der Patienten mit chronischer Autoimmunthyreoiditis (Hashimoto-Thyreoiditis) und über 70 % der Patienten mit einem aktiven Morbus Basedow nachweisbar. Allerdings sind bei etwa 30 Prozent der Erkrankten die Antikörper-Titer nur grenzwertig oder leicht erhöht. Da zudem bei etwa 20 Prozent der Patienten mit nicht-autoimmunen Schilddrüsen-Erkrankungen (zum Beispiel Struma nodosa oder Schilddrüsenautonomie) sowie bei euthyreoten Gesunden ebenfalls leicht erhöhte Werte auftreten können, ist die Spezifität eingeschränkt: bei Nachweis von Thyreoperoxidase-Antikörpern mit niedrigem Titer kann nicht zwangsläufig auf das Vorliegen einer Autoimmunthyreopathie geschlossen werden.
Mehrere Autoimmunerkrankungen beim selben Patienten treten gelegentlich auf. Drei Prozent aller Patienten mit einem Typ-1-Diabetes haben eine manifeste Hypothyreose, und 13 bis 34 Prozent positive Thyreoperoxidase-Antikörper und gleichzeitig ein erhöhtes TSH.

## Klinische Wertigkeit
Bei funktionell und sonografisch eindeutigem Befund einer Hashimoto-Thyreoiditis (deutliche Hypothyreose, kleine und echoarme Schilddrüse) wird man auf die zusätzliche Bestimmung der Thyreoperoxidase-Antikörper meist verzichten können. In weniger klaren Situationen können aber erhöhte Thyreoperoxidase-Antikörper zur Diagnosestellung beitragen. Bei Patienten mit Verdacht auf Morbus Basedow, die jedoch negativ für TSH-Rezeptor-Antikörper sind, können erhöhte Thyreoperoxidase-Antikörper ebenfalls ein wichtiger diagnostischer Hinweis auf die Ursache der Schilddrüsenüberfunktion sein.
Patienten mit erhöhtem Thyreoperoxidase-Antikörper-Titer, aber aktuell normaler Stoffwechsellage der Schilddrüse (Euthyreose) wird empfohlen, jährlich den TSH-Wert bestimmen zu lassen, da sie eine Wahrscheinlichkeit von fünf Prozent pro Jahr haben, eine Unterfunktion zu entwickeln. Wegen der besonderen Bedeutung der mütterlichen Schilddrüsenhormone für das Kind sollen Schwangere mit positiven Thyreoperoxidase-Antikörper sogar einmal im Trimenon das TSH bestimmen lassen. Patientinnen mit Autoantikörpern der Schilddrüse haben ebenfalls ein erhöhtes Risiko, eine Postpartum-Thyreoiditis zu entwickeln.
Frauen mit Thyreoperoxidase-Antikörper haben ein erhöhtes Risiko einer Fehlgeburt oder einer Frühgeburt. Eine Metaanalyse aus 31 Studien ergab bei Schwangeren mit Thyreoperoxidase-Antikörpern eine Erhöhung des Fehlgeburtenrisikos um den Faktor 3,9 und eine Erhöhung des Risikos einer Frühgeburt um den Faktor 2,07. Die Hoffnung, durch die Gabe von Levothyroxin bei schwangeren Frauen mit Antikörpern, die Rate ausgetragener Schwangerschaften zu erhöhen, hat sich in einer jüngsten Studie nicht bestätigt.